# Alice Rivaz
Pour les articles homonymes, voir Rivaz.
 (juin 2024).

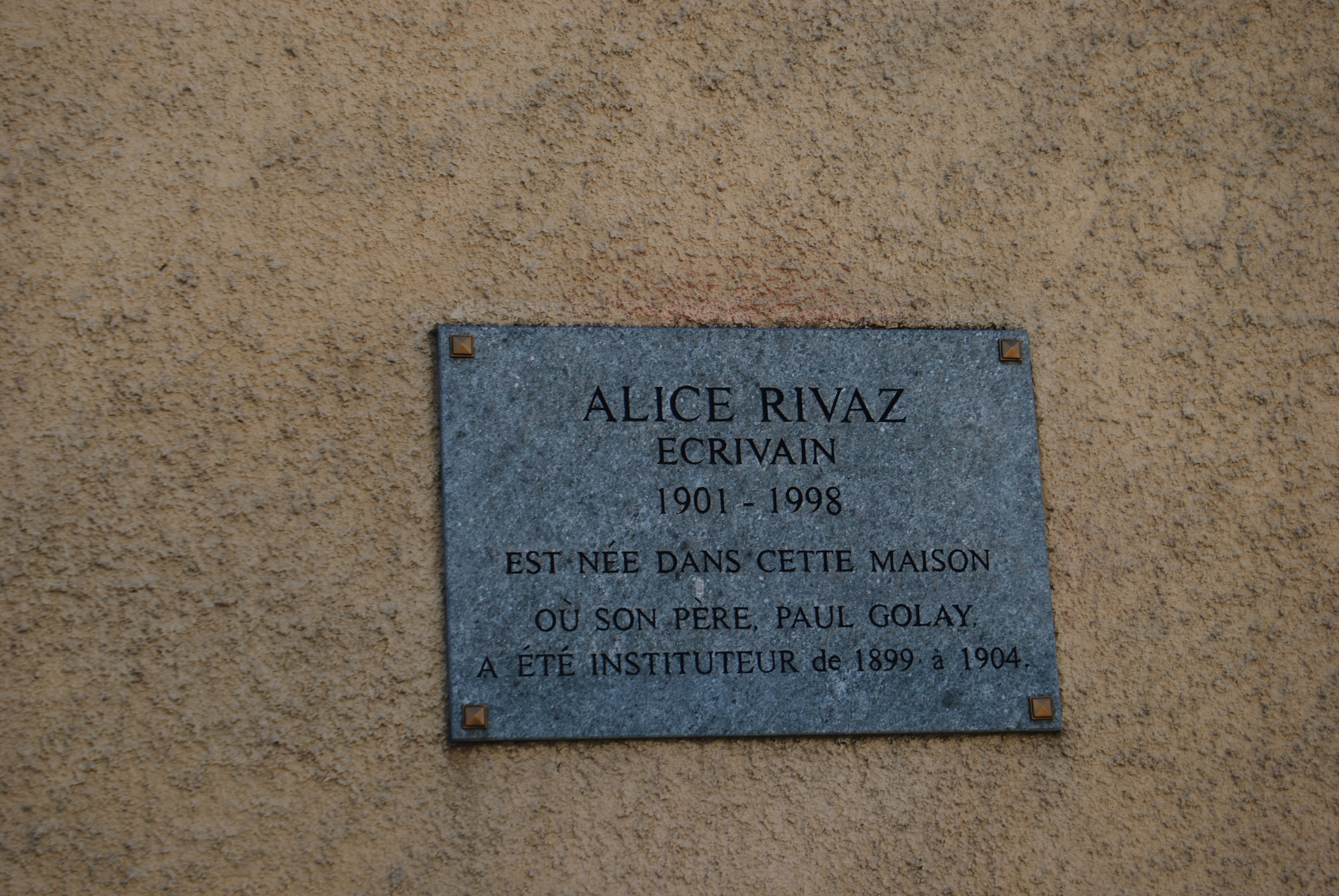
Plaque commémorative sur sa maison de naissance à Rovray

Alice Rivaz, nom de plume d'Alice Golay, née le 14 août 1901 à Rovray et morte le 27 février 1998 à Genthod, est une écrivaine suisse.

## Biographie
Alice Rivaz naît Alice Golay le 14 août 1901 à Rovray, dans le canton de Vaud. Elle est originaire du Chenit, dans le même canton.
Son père, Paul Golay, instituteur, s'engage dans le Parti socialiste vaudois et, dès 1910, se consacre entièrement à la politique. Il fut enseignant au Collège de la gare à Clarens-Montreux, où Alice a grandi. Si, dès l'adolescence, Alice Rivaz s'enthousiasme également pour les idées sociales, elle a deux autres passions : la musique et la littérature. Elle décide d'entreprendre des études au Conservatoire de musique de Lausanne, mais ne peut toutefois entrer en classe de virtuosité car ses mains sont trop petites. Dès cette époque, elle affirme sa volonté d'autonomie : refusant le mariage, elle obtient en 1921 un certificat de l'école de sténographie Underwood et suit des cours d'allemand. Elle travaille alors comme journaliste, puis s'établit à Genève et fait toute sa carrière comme fonctionnaire internationale au Bureau international du travail. Son travail au BIT ne lui laisse que peu de temps pour sa vocation littéraire. Il faut la guerre et la suspension des activités du BIT à Genève pour qu'elle puisse s'y consacrer. Elle écrit alors ses premiers romans Nuages dans la main qui paraît en 1940 grâce à la recommandation de Charles-Ferdinand Ramuz, Comme le sable (1946) et La Paix des ruches (1947). Elle obtient en 1942 le prix Schiller. C'est la première phase de son activité littéraire marquée par l'évocation du problème de la femme dans la société et du problème des minorités ainsi que par des réflexions sur l'amour et la solitude.
Ayant repris son activité au BIT en 1946, la romancière doit attendre sa retraite anticipée, en 1959, pour disposer du temps indispensable à la création. Jusqu'à l'âge de huitante-cinq ans, Alice Rivaz alterne nouvelles, romans et textes autobiographiques. Lors de cette deuxième phase de créativité littéraire, elle dénonce l'égoïsme et l'indifférence de la société face aux humbles, Sans alcool, 1961, De mémoire et d'oubli, 1973, elle explore la vie intérieure de ses personnages, Le Creux de la vague, 1967, Jette ton pain, 1979, elle évoque son enfance, ses souvenirs et notamment ses débuts en littérature, les raisons du choix d'un pseudonyme. Elle écrit également une étude sur Ramuz, un essai sur le poète Jean-Georges Lossier et un portrait de la romancière Alice Curchod.
Musicienne, jouant du piano plusieurs heures par jour, Alice Rivaz s'adonne également à la peinture. Elle laisse l'image d'une femme moderne qui a osé aborder des sujets largement tabous et dénoncer les injustices les plus criantes de la société. À partir de 1996, les Éditions de l'Aire ont entrepris de rééditer grande partie de son œuvre. Son fonds d'archives se trouve aux Archives littéraires suisses à Berne et à la Bibliothèque cantonale et universitaire de Lausanne.
Elle meurt en 1998, âgée de 96 ans, à Genthod en Suisse.
En 2001, une plaque commémorative est apposée sur sa maison natale, à Rovray, une autre sur l'immeuble où, de 1932 à 1992, elle a passé la plupart de sa vie, avenue Théodore-Weber 5, à Genève. Le 12 septembre 2005, une autre plaque est inaugurée rue Caroline 1, à Lausanne, sur l'immeuble où vécurent ses parents. Enfin, une place à Clarens et, à Genève, le Collège pour adultes Alice-Rivaz et une rue dans le quartier de Champel lui rendent hommage, ainsi qu'une rame de l'Intercity pendulaire des Chemins de fer fédéraux portant son nom.
Depuis 2015, il existe un Prix Alice Rivaz, que l’on décerne tous les trois ans. Le premier lauréat en est Yves Laplace pour son roman Plaine des héros (2015). Le deuxième lauréat, Bruno Pellegrino pour son roman Là-bas, août est un mois d'automne (2018). La troisième lauréate, Silvia Ricci Lempen pour son roman Les rêves d'Anna (2020).

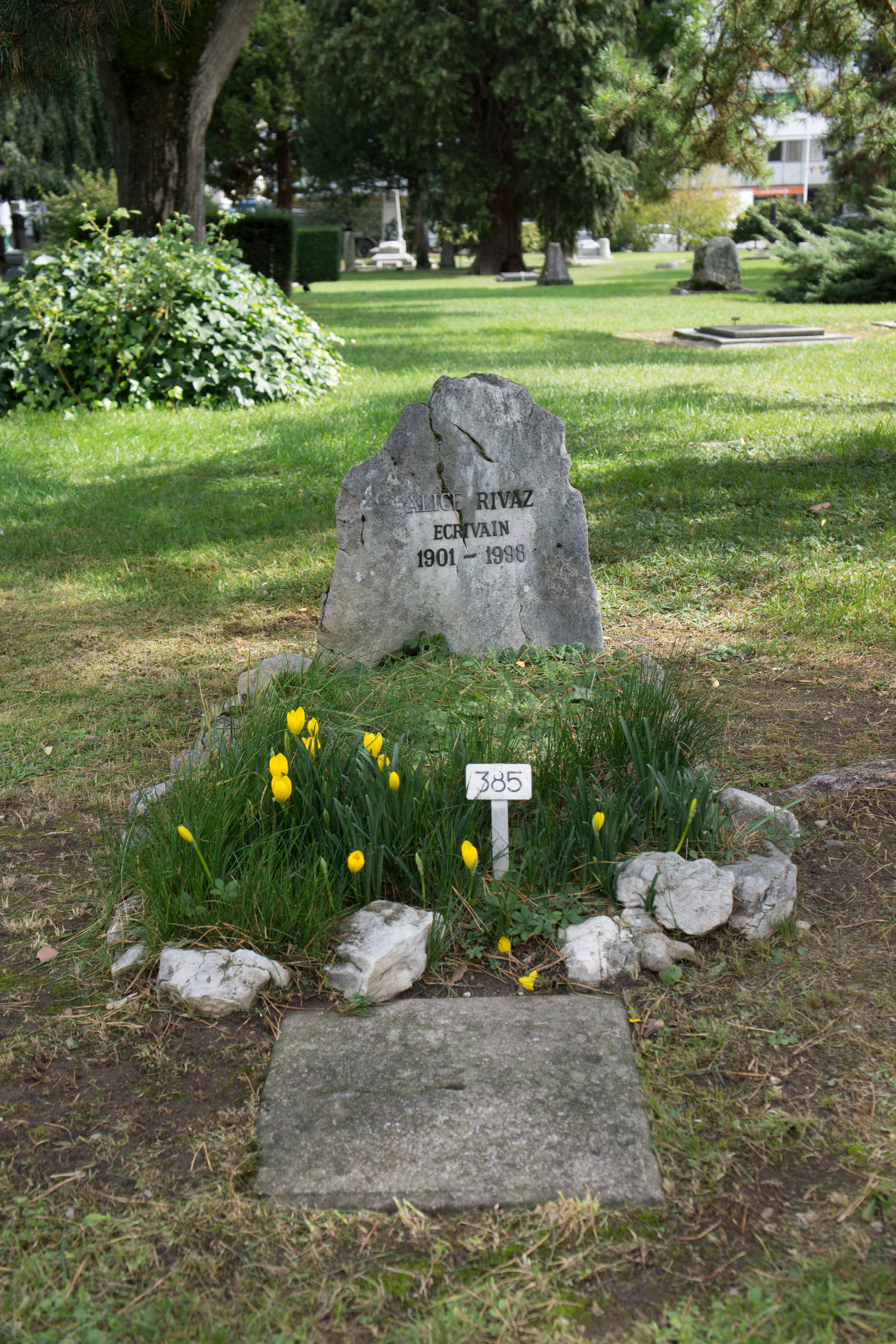
Tombe d'Alice Rivaz au Cimetière des Rois à Genève

Comme tous les lauréats du prix de la Ville de Genève, Alice Rivaz est enterrée au Cimetière des Rois à Genève. Sa tombe se trouve à côté de celles d'Ernest Ansermet et d'Alberto Ginastera.

## Œuvres
- Nuages dans la main, roman, Guilde du Livre, Lausanne, 1940, Éditions Julliard, Paris, 1943 et 1946 (avec une préface d'Edmond Jaloux), Éditions de l'Aire, Lausanne, 1987 et L'Aire bleue, Vevey, 2008
- Cendres, nouvelle, 1943, intégrée dans son recueil Sans Alcool
- Comme le sable, roman, Éditions Julliard, Paris, 1946, Éditions de l'Aire (L'Aire bleue), Vevey, 1996 et 2001
- La Paix des ruches, roman, LUF, Paris et Fribourg, 1947, avec Comptez vos jours, Le Livre du Mois, Lausanne, 1970, avec Comptez vos jours (avec une préface de Marcel Raymond), Éditions L'Âge d'Homme (Poche Suisse), Lausanne, 1984, et Éditions de l'Aire (L'Aire bleue), Vevey, 1999 et 2016
- Sans Alcool, nouvelles, La Baconnière, Boudry, 1961, et Éditions Zoé, Genève, 1998 et 2015
- Comptez vos jours, récit, José Corti, Paris 1966, avec La Paix des ruches, Le Livre du Mois, Lausanne, 1970 (avec une préface de Marcel Raymond), et Éditions L'Âge d'Homme (Poche Suisse), Lausanne, 1984, et Éditions de l'Aire (L'Aire bleue), Vevey, 2000 et 2016
- Le Creux de la vague, roman, Éditions de l'Aire / Rencontre, Lausanne, 1967, et Éditions de l'Aire (L'Aire bleue), Vevey, 1999
- L'Alphabet du matin, récit, Éditions de l'Aire / Rencontre, Lausanne, 1968, et Éditions de l'Aire, Vevey, 1994 et L'Aire bleu (avec une préface de Claire Krähenbühl), Vevey, 2002
- De Mémoire et d'oubli, récits, Éditions de l'Aire / Rencontre, Lausanne, 1973 et Éditions de l'Aire, Vevey, 1992, et L'Aire bleue, Vevey 2007
- Jette ton pain, roman, Bertil Galland, Vevey, et Gallimard, Paris, 1979, et Éditions de l'Aire (L'Aire bleue), Vevey, 1997 et 2001
- Ce Nom qui n'est pas le mien, essais, Bertil Galland, Vevey, 1980, et Éditions de l'Aire (L'Aire bleue), Vevey, 1998
- Traces de vie, carnets (1939-1982), Bertil Galland, Vevey, 1983, Éditions de l'Aire, Vevey 1998, L’Aire Bleue (avec une préface de Reynald Freudiger), Vevey 2020
- Jean-Georges Lossier (étude sur le poète Jean-Georges Lossier), Éditions universitaires Fribourg, Fribourg, 1986
- Creuser des puits dans le désert, lettres à Jean-Claude Fontanet, Éditions Zoé, Genève, 2001
- Les Enveloppes bleues, correspondance avec Pierre Girard (1944-1951), Éditions Zoé, Genève, 2005
- Pourquoi serions-nous heureux?, correspondance avec Jean-Georges Lossier (1945-1982), Éditions Zoé, Genève, 2008
- La machine à tricoter, écrits sur les femmes et le travail, édition établie et préfacée par Jacob Lachat, Éditions Héros-Limite, coll. Tuta blu, Genève, 2024.

## Prix et distinctions
- 1942 et 1969 prix Schiller
- 1967 prix des écrivains genevois pour son livre Le Creux de la Vague
- 1967 prix du livre vaudois
- 1975 prix de littérature de la Ville de Genève[5],[6]
- 1980 grand prix C.F. Ramuz
- 1997 médaille Genève Reconnaissante